# ルイジ・シモーニ
ルイジ・シモーニ（Luigi Simoni、1939年1月22日 - 2020年5月22日）は、イタリアのクレヴァルコーレ出身の元サッカー選手でサッカー指導者。指導者としては、インテルを率いた1997-98年シーズン、UEFAカップ優勝を果たした。またセリエBに属したチームを7度、セリエAに昇格させた。

## 獲得タイトル
ナポリ
- コッパ・イタリア : 1961–62

インテル
- UEFAカップ : 1997-98

個人
- イタリアサッカーの殿堂